# Аксютівка
Аксю́тівка — село в Україні, у Зміївській міській громаді Чугуївського району Харківської області. Населення становить 136 осіб. До 2020 орган місцевого самоврядування — Тимченківська сільська рада.

## Географія
Село Аксютівка розташоване біля витоків річки Борова (ліва притока річки Мжа), за 5 км від річки Уди (правий берег), за 2 км від села Гостроверхівка. До села примикає великий лісовий масив — Ліс Чорний (дуб), поряд з селом багато садових ділянок.

## Історія
Село засноване 1680 року.
За даними на 1864 рік у казеному селі Мереф'янської волості Харківського повіту мешкало 185 осіб (82 чоловічої статі та 103 — жіночої), налічувалось 21 дворове господарство.
12 червня 2020 року, відповідно до Розпорядження Кабінету Міністрів України  № 725-р «Про визначення адміністративних центрів та затвердження територій територіальних громад Харківської області», увійшло до складу Зміївської міської громади.
19 липня 2020 року, в результаті адміністративно-територіальної реформи та ліквідації Зміївського району, село увійшло до складу Чугуївського району Харківської області.

## Населення
Згідно з переписом УРСР 1989 року чисельність наявного населення села становила 26 осіб, з яких 6 чоловіків та 20 жінок.

### Мова
Розподіл населення за рідною мовою за даними перепису 2001 року:
| Мова       | Кількість | Відсоток |
| ---------- | --------- | -------- |
| українська | 127       | 93.38%   |
| російська  | 9         | 6.62%    |
| Усього     | 136       | 100%     |